# Korallenrauten
Die Korallenrauten (Boronia) sind eine Pflanzengattung innerhalb der Familie der Rautengewächse (Rutaceae). Die 100 bis 140 Arten kommen fast ausschließlich in Australien vor.

## Beschreibung

### Vegetative Merkmale
Die Boronia-Arten sind Sträucher oder ausdauernde krautige Pflanzen, die immergrün oder laubwerfend sind. Sie enthalten ätherische Öle. Die Knoten sind uni- oder trilakunär.
Die gegen- oder wechselständig angeordneten Laubblätter sind Blattstiel und Blattspreite gegliedert. Die Laubblätter sind mit Drüsen besetzt und aromatisch. Die Blattspreiten sind einfach oder fiedrig oder handförmig geteilt.

### Generative Merkmale
Die Blüten stehen einzeln oder in Blütenständen. Die Blüten sind vierzählig und meist radiärsymmetrisch, seltener sind Krone und Staubblätter leicht asymmetrisch. Kelch und Krone sind vierzählig und frei, ebenso wie die acht Staubblätter in zwei Wirteln. Bei manchen Arten sind vier der Staubblätter zu sterilen Staminodien umgewandelt. Das Gynoeceum besteht aus vier verwachsenen Fruchtblättern und steht auf einem Gynophor (dem intrastaminalen Diskus). Der Fruchtknoten ist vierfächrig und besitzt ein bis fünf (50) Samenanlagen pro Fächer.
Es werden sehr unterschiedliche Früchte gebildet: fleischige oder trockene, Spaltfrüchte, Beeren oder Steinfrüchte.

## Ökologie
Die Boronia-Arten sind Mesophyten oder Xerophyten.
Die duftenden Blüten werden von Insekten bestäubt.

## Verbreitung
Die Boronia-Arten sind in Australien beheimatet mit Ausnahme der Arten, die zur Gattung Boronella Baill. gestellt wurden. Diese sind auf Neukaledonien endemisch. Alle Arten sind in Heidegebieten konzentriert.

## Systematik

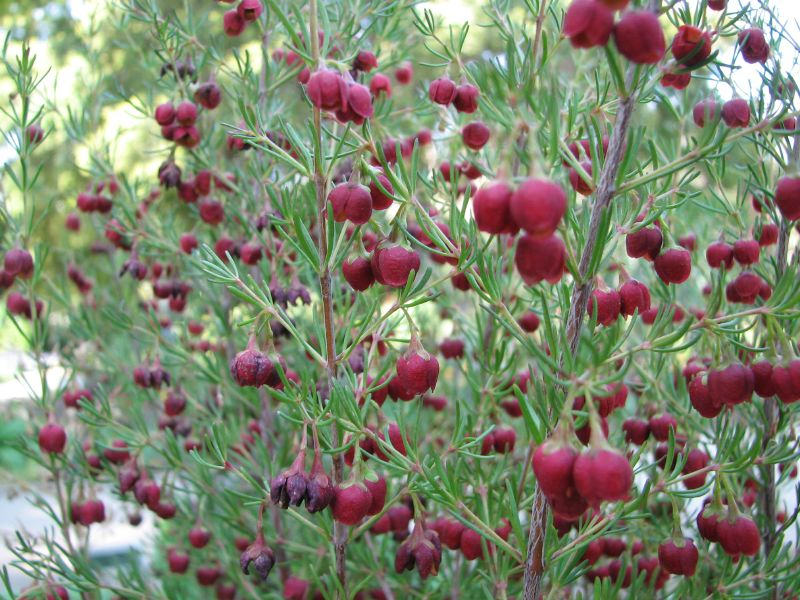
Duftende Korallenraute (Boronia megastigma)

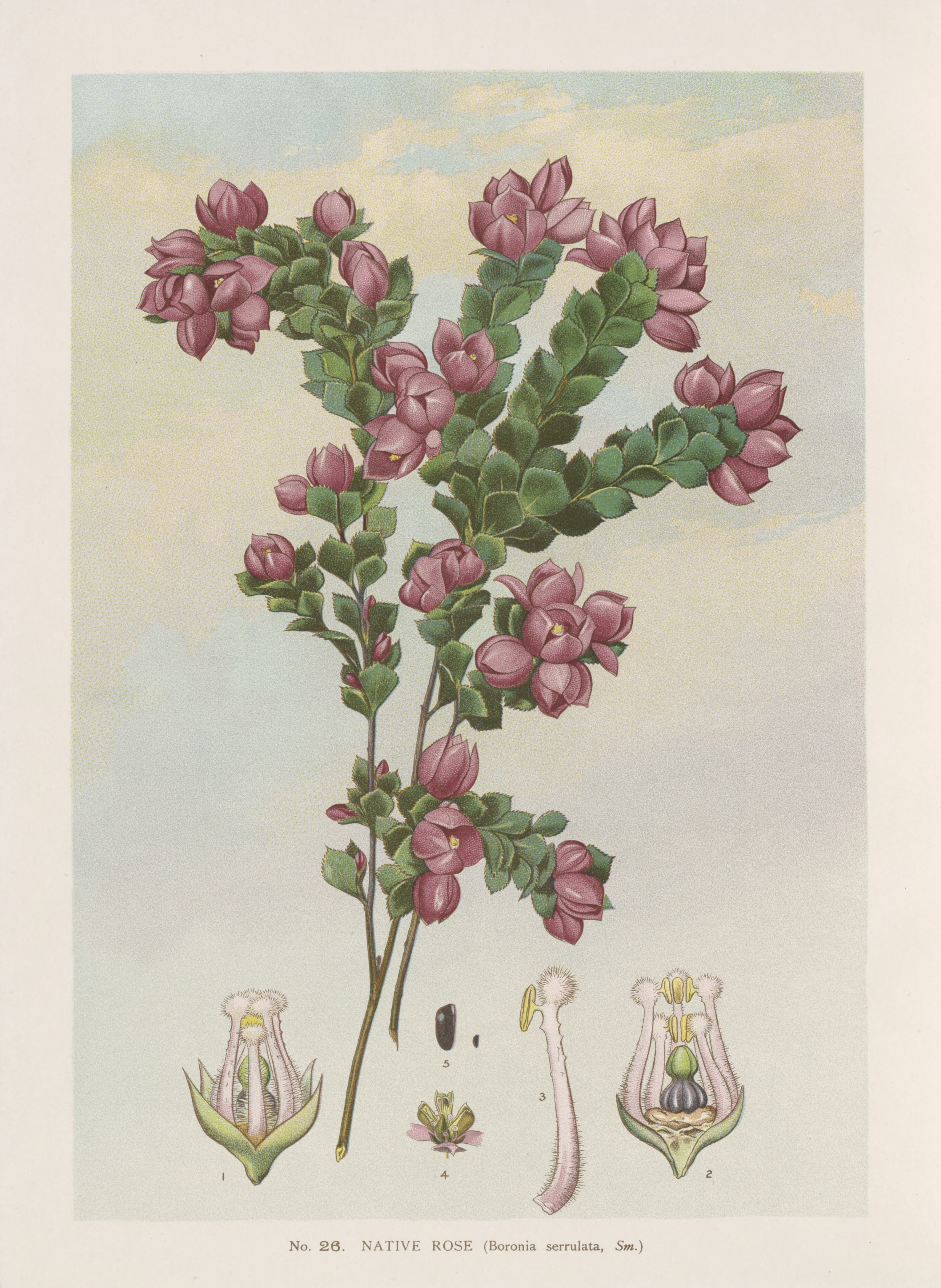
Boronia serrulata, Illustration

Die Gattung Boronia wurde 1798  durch James Edward Smith in Tracts Relating to Natural History, S. 288, Tafel 4, 5, 6, 7 aufgestellt. Der Gattungsname Boronia ehrt den italienischen Pflanzensammler Francesco Borone (1769–1794).
Es sind 100 bis 140 Arten bekannt. Hier eine Auswahl der Arten:
- Boronia crenulata Sm.: Sie kommt im südwestlichen Western Australia vor.[4]
- Boronia cymosa Endl.: Sie kommt im westlichen Western Australia vor.[4]
- Boronia denticulata Sm.: Sie kommt im südlichen Western Australia vor.[4]
- Boronia fraseri Hook.: Sie kommt in New South Wales vor.[5]
- Boronia heterophylla F.Muell.: Sie kommt im südwestlichen Western Australia vor.[4]
- Boronia inornata Turcz.: Sie kommt im südlichen Western Australia und im südöstlichen South Australia vor.[4]
- Boronia lanuginosa Endl.: Sie kommt im nördlichen Queensland, im nordöstlichen Western Australia und im nördlichen Northern Territory vor.[4]
- Boronia latipinna J.H.Willis: Sie kommt im südlichen und im östlichen Victoria vor.[4]
- Boronia ledifolia (Vent.) J.Gay: Sie kommt im östlichen Victoria und im östlichen New South Wales vor.[4]
- Duftende Korallenraute (Boronia megastigma Nees ex Bartl.): Sie kommt im südwestlichen Western Australia vor.[4]
- Boronia mollis A.Cunn. ex Lindl.: Sie kommt im östlichen New South Wales vor.[4][5]
- Boronia molloyae J.Drumm.: Sie kommt im südwestlichen Western Australia vor.[4]
- Boronia muelleri (Benth.) Cheel: Sie kommt im südöstlichen New South Wales und in Victoria vor.[4]
- Boronia pilosa Labill.: Sie kommt in Tasmanien, im südöstlichen South Australia und in Victoria vor.[4]
- Boronia pinnata Sm.: Sie kommt im östlichen New South Wales vor.[4]
- Boronia purdieana Diels: Sie kommt im westlichen und im südlichen Western Australia vor.[4]
- Boronia serrulata Sm.: Sie kommt in New South Wales vor.[4]
- Boronia thujona A.R.Penfold & M.B.Welch: Sie kommt im südöstlichen New South Wales vor.[4]

## Verwendung
Einige Arten werden aufgrund der duftenden Blüten als Zierpflanzen oder für die Parfumindustrie kultiviert, etwa Boronia alata und die Duftende Korallenraute, Boronia megastigma. Die Aborigines verwenden die aromatischen Blätter einiger Arten zur Schmerzbehandlung.